# Liegnitzer Ringtisch
Der Liegnitzer Ringtisch ist ein runder Tisch mit einem besonderen Ausziehmechanismus. Dieser wurde vom Josef Seiler aus Liegnitz (Seiler Pianofortefabrik) im Jahr 1920 in Großbritannien zum Patent angemeldet. Er gilt heute als seltene Antiquität. Museal ist ein Exemplar in Küsnacht (Villa Streiff) erhalten.
Ein runder Tisch wird dabei mit Platten fächerartig so erweitert, dass sie in Form eines Rings an einer festen runden Tischplatte liegen. Nach dem Ausziehen hat der runde Tisch also wieder die Form eines Kreises.
Die Platten befinden sich im geschlossenen Zustand des Ringtischs hinter dem Rand unter der Tischplatte. Um den Ringtisch auszuziehen, wird der Rand heruntergedreht. Die Erweiterung wird sodann fächerartig herausgezogen und schließlich hochgedreht, und fixiert.

## Bilder
Der Liegnitzer Ringtisch von Josef Seiler, Liegnitz: geschlossen, halb geöffnet und geöffnet.

Geschlossen
Halb geöffnet
Geöffnet